# Micromus posticus
Micromus posticus är en insektsart som först beskrevs av Walker 1853.  Micromus posticus ingår i släktet Micromus och familjen florsländor. Inga underarter finns listade i Catalogue of Life.

## Bildgalleri

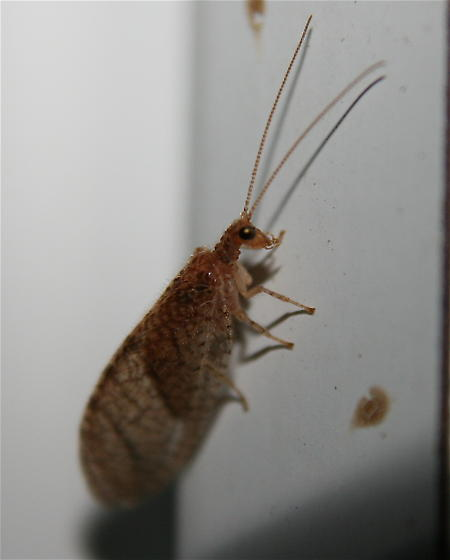